# Zalongo

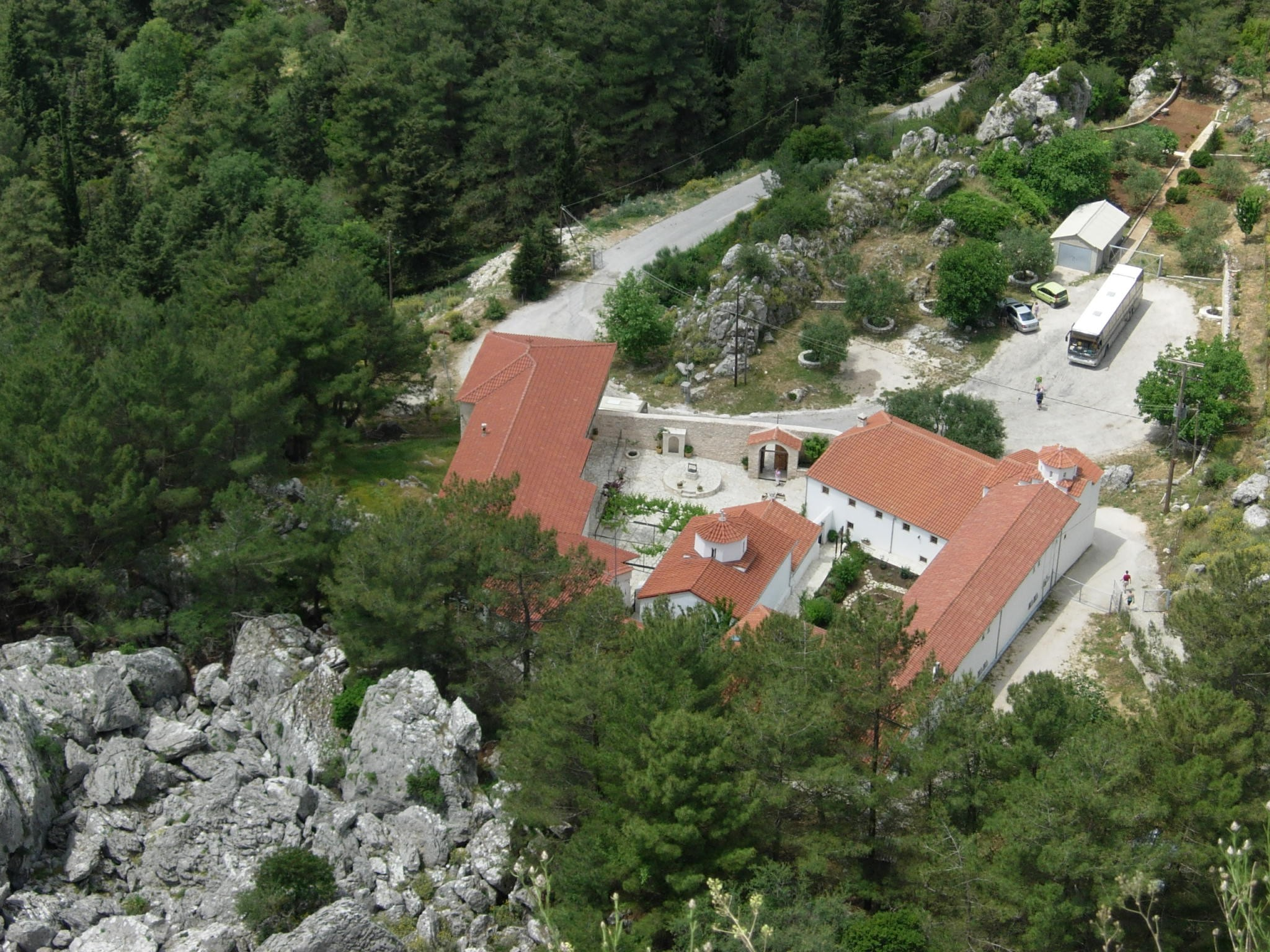
Klostret Monti Zalongo.

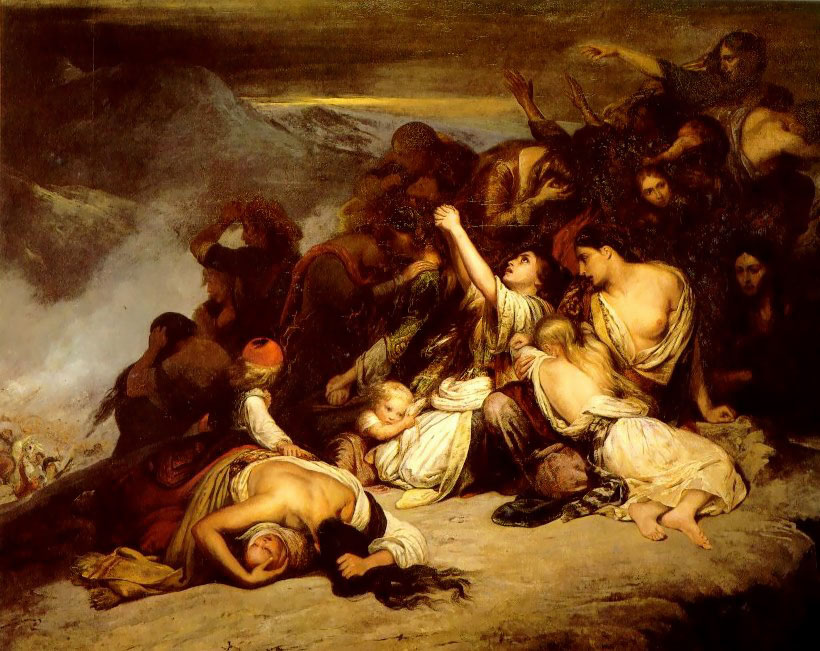
Målningen Les Femmes souliotes av Ary Scheffer (1795-1858), som skildrar 1803 års massjälvmord.

Zalongo (grekiska Ζάλογγο) är en ort och en kommun i prefekturen Preveza i Grekland. Kommunen Zalongo, med säte i Kanali, hade 5 043 invånare 2001. Klostret Moni Zalongo ligger i orten.

## 1803 års massjälvmord
Zalongo är känt från en händelse år 1803, då en grupp kvinnor från Souli begick massjälvmord vid orten, hellre än att låta sig tas till fånga av Ali Paschas osmanska trupper. Den tragiska händelsen skildras i texten till den grekiska danssången "Dans från Zalongo" (Χορός του Ζαλόγγου), som också är det namn på händelsen som vanligen används.